# ديفيس فيني
ديفيس فيني (بالإنجليزية: Davis Phinney)‏ مواليد 10 يوليو 1959 في جلمود، كولورادو، الولايات المتحدة، هو دراج أمريكي سابق. سبق أن شارك في دورة الألعاب الأولمبية الصيفية وفاز بميدالية أولمبية.

## سجل النتائج

### سباقات أو مراحل فاز بها
- طواف فرنسا

## الميداليات
| الميدالية | المسابقة                       |
| --------- | ------------------------------ |
| برونزية   | الألعاب الأولمبية الصيفية 1984 |

## وصلات خارجية
- الموقع الرسمي

## روابط خارجية
- ديفيس فيني على موقع أرشيف الدراجات (الإنجليزية)
- ديفيس فيني على موقع إحصائيات الدراجات الإحترافية (الإنجليزية)
- ديفيس فيني على موقع أوليمبيديا (الإنجليزية)